# The Legendary Axe
The Legendary Axe (Makyo Densetsu au Japon) est un jeu vidéo de plates-formes et d'action développé et édité par Victor Interactive Software, sorti en 1988 sur PC-Engine. Il a pour suite Dark Legend.

## Synopsis
Un barbare nommé Gogan doit sauver sa femme Flare du culte de Jagu. Pour l'aider dans sa bataille contre Jagu et ses sbires, il a une hache nommée "Sting" et accès à une série de "Jagu idols" contenant des power-ups.

## Accueil
- IGN : 8/10[1]